# Turbinella angulata
Turbinella angulata (denominada, em inglês, West Indian chank; em castelhano, caracol tomburro ou caracol negro) é uma espécie de molusco gastrópode marinho do oeste do oceano Atlântico, pertencente à família Turbinellidae; originalmente classificada por John Lightfoot, em 1786. Este é um dos maiores gastrópodes do oceano Atlântico.

## Descrição da concha e hábitos
Conchas pesadas, quando desenvolvidas, de coloração branca ou creme, podendo estar encobertas por um perióstraco castanho e bastante grosso; chegando a ultrapassar os 35 centímetros de comprimento (podendo atingir quase 50 centímetros, nos maiores espécimes); com espiral moderadamente alta e volta final angular. Superfície com uma fina escultura de linhas espirais, lábio externo fino, canal sifonal destacado e columela dotada de 3 pregas visíveis. Sua abertura e columela podem ser alaranjadas. Possuem opérculo córneo e protoconcha mamilar.

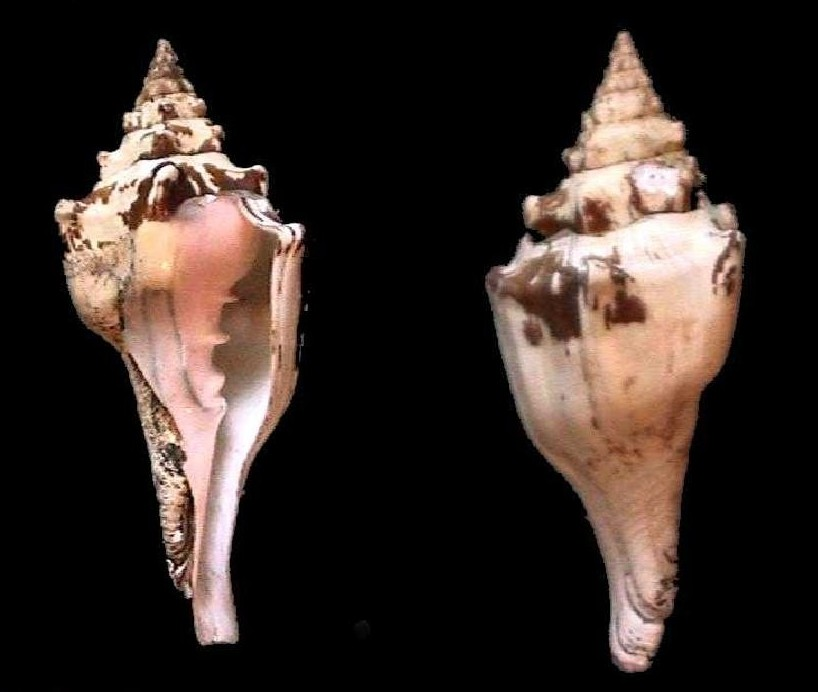
Duas vistas de uma concha de Turbinella angulata (Lightfoot, 1786)[1], podendo chegar a mais de 35 centímetros.[10].

É encontrada em águas da zona entremarés até os quase 81 metros de profundidade. Os animais da família Turbinellidae são predadores.

## Distribuição geográfica
A espécie ocorre nas costas atlânticas da América Central, no golfo do México e mar do Caribe.

## Civilizações pré-colombianas
Conchas de Turbinella angulata foram consideradas objeto de culto pelas civilizações pré-colombianas do México e esculturas delas aparecem no Templo de Quetzalcoatl, em Teotihuacán.